# Assassinato de Billy Jack Gaither
O assassinato de Billy Jack Gaither ocorreu no estado do Alabama, nos Estados Unidos, em 19 de fevereiro de 1999. Dois conhecidos, Steven Eric Mullins e Charles Monroe Butler, espancaram Gaither até a morte, cortaram sua garganta e queimaram seu corpo. Ambos confessaram que o crime foi motivado pela orientação sexual de Gaither, que, aos 39 anos, era um homem gay.
Mullins, que aceitou um acordo judicial para evitar a pena de morte, alegou que ele e Butler foram igualmente responsáveis pelo assassinato. Já Butler, durante o julgamento, argumentou que Mullins foi o principal agressor. Ambos foram condenados por homicídio e receberam penas de prisão perpétua sem possibilidade de liberdade condicional.
O assassinato de Gaither ganhou ampla cobertura na mídia estadual e nacional, especialmente por sua proximidade temporal com os assassinatos de alto perfil de Matthew Shepard e James Byrd Jr., ambos considerados crimes de ódio motivados por preconceito contra minorias sexuais e raciais, respectivamente. Em 2000, o caso foi abordado em um especial do programa PBS Frontline, intitulado "Assault on Gay America: The Life and Death of Billy Jack Gaither". O crime também gerou apelos por mudanças na legislação de crimes de ódio do Alabama, que, aprovada em 1994, não incluía crimes motivados por orientação sexual ou identidade de gênero.

## Contexto

### Billy Jack Gaither
Gaither era uma pessoa religiosa, proveniente de uma família cristã, e participava do coral de sua igreja batista. Um amigo de Gaither afirmou que ele mantinha sua homossexualidade em segredo dos pais devido às convicções religiosas da família. O irmão de Billy revelou que sabia da orientação sexual de Billy desde cedo e afirmou: "Você não queria aceitar, mas [Billy] era quem ele era." O pai de Gaither, segundo relatos, teve dificuldade em aceitar a homossexualidade do filho e mencionou à imprensa, após o assassinato, que Billy quase se casou com uma mulher enquanto morava em Birmingham, Alabama. Os pais de Billy destacaram que ele era protetor e cuidava do pai, que passou por treze cirurgias. Billy tinha duas irmãs.
Gaither abandonou o ensino médio no 11º ano em Sylacauga High School e obteve seu GED [en]. Posteriormente, ingressou nos Marines e serviu por um ano, sendo dispensado com honra devido a problemas de hipertensão. Ao retornar para Sylacauga, Gaither frequentava bares gays em Birmingham e Montgomery, Alabama, e teve breves relacionamentos com pelo menos dois homens. Ele também era frequentador assíduo de um bar não voltado para o público gay, chamado The Tavern, onde a dona, Marion Hammond, relatou que Gaither ajudava a decorar o local para as festas de fim de ano. Ela afirmou que Gaither "não tinha vergonha de quem era" e que, embora não exibisse sua homossexualidade, respondia afirmativamente se questionado sobre ser gay. O irmão de Gaither também mencionou que ele frequentava bares gays em Atlanta.
Na época de sua morte, Gaither trabalhava como operador de terminal de computador em uma unidade da Russell Athletic em Alexander City, Alabama, uma pequena cidade próxima a Sylacauga. Ele também atuava como cuidador de seus pais, que tinham deficiências, e morava com eles em Sylacauga. Gaither frequentava feiras de antiguidades e colecionava memorabilia e objetos relacionados ao filme E o Vento Levou, incluindo pôsteres e bonecas de Scarlett O'Hara. Moradores locais descreviam Gaither como uma pessoa gentil e reservada.

### Perpetradores

#### Steven Eric Mullins
Antes do assassinato, Steven Eric Mullins identificava-se como skinhead. Moradores de Sylacauga relataram que Mullins frequentemente usava camisetas com símbolos da Ku Klux Klan, exibia bandeiras confederadas e fazia comentários e provocações racistas contra pessoas negras, embora não fosse conhecido anteriormente como uma ameaça à comunidade LGBT. Mullins também era frequentador regular do bar The Tavern. Em uma ocasião, enquanto usava uma camiseta da KKK, Mullins posicionou-se de costas contra a vitrine de um restaurante onde havia pessoas negras, forçando-as a ver os símbolos e mensagens racistas em sua roupa. Em outro momento, no The Tavern, Mullins insultou clientes negros com epítetos raciais.
Mullins já havia cumprido pena de prisão antes do assassinato de Gaither, por condenações por roubo e falsificação. Ele não mantinha uma relação próxima com o pai, que, segundo ele, encontrou apenas algumas vezes, uma delas quando ambos estavam cumprindo penas de prisão ao mesmo tempo, por acusações diferentes.
Durante seu julgamento, testemunhas afirmaram que Mullins tinha experiência com atos homossexuais. Mullins negou tais experiências e insistiu que era heterossexual. Mullins alternava entre trabalhos na construção civil e períodos de desemprego.
Na época do assassinato, Mullins tinha 25 anos.

#### Charles Monroe Butler
Charles Butler também trabalhava na construção civil em Sylacauga. Sua madrasta afirmou que nunca o ouviu expressar sentimentos homofóbicos, declarando: "Não era algo importante aqui, mas pode ter sido quando ele estava com os amigos."
Na época do assassinato, Butler tinha 21 anos.

#### Relação entre os perpetradores
Mullins e Butler se conheciam há vários anos, pois Mullins morava com dois meio-irmãos de Butler. Na época do assassinato de Gaither, Butler vinha atuando como uma espécie de "acompanhante" de Mullins por cerca de um mês.

### Atitudes locais em relação à comunidade LGBT
Moradores LGBT de Sylacauga afirmaram que, na época, era raro alguém ser abertamente gay na cidade e que, embora incidentes violentos como o assassinato de Gaither fossem incomuns, havia pouca aceitação local da comunidade LGBT. David W. White, coordenador da Aliança Gay e Lésbica do Alabama em Birmingham, declarou após o assassinato que "seria difícil viver em qualquer lugar do Alabama fora de Birmingham" e que, "mesmo em Birmingham, eu nunca seguraria a mão do meu parceiro em público. Seria praticamente um desejo de morte no estado do Alabama."
Um amigo de Gaither relatou um incidente anterior ao assassinato, quando um grupo de comerciantes no centro de Sylacauga decidiu pendurar bandeiras para "embelezar" a área. Uma das bandeiras continha um "símbolo de arco-íris [que] às vezes era usado por grupos gays", o que levou uma igreja local a fazer campanha pela remoção da bandeira, alegando que sua presença "promovia um estilo de vida gay em Sylacauga". A bandeira acabou sendo retirada.

## Assassinato
Steven Mullins afirmou em sua confissão às autoridades de Sylacauga que Gaither o havia abordado sexualmente por telefone duas semanas antes do assassinato, o que, segundo ele, "quebrou a linha de respeito" que Mullins acreditava existir entre eles. Amigos de Gaither contestaram essa alegação, insistindo que ele era cauteloso demais para fazer tal abordagem. Mesmo assim, Mullins afirmou que a suposta proposta o levou a decidir assassinar Gaither, declarando: "Eu não achava que ele merecia viver mais."
Mullins relatou às autoridades que ele e Gaither conversaram por telefone várias vezes após sua decisão de cometer o assassinato e que Gaither concordou em buscá-lo no trailer onde Mullins estava hospedado para irem juntos a um bar. Os dois passaram várias horas frequentando bares antes de chegarem a um onde Charles Butler estava jogando sinuca. Gaither permaneceu no carro, enquanto Mullins entrou no bar. Mullins afirmou que contou a Butler sobre seus planos de assassinar Gaither porque "achava que podia confiar [em Butler]" e "sabia que [Butler] também não gostava de gays." Após terminar sua partida de sinuca, Butler e Mullins convenceram Gaither a acompanhá-los até uma rampa de barcos em uma rodovia rural.
Os três dirigiram até a rampa no carro de Gaither, onde Butler desceu para urinar na frente do veículo. Mullins confessou aos investigadores de Sylacauga que, enquanto Butler urinava, ele e Gaither estavam atrás do carro quando Mullins agarrou Gaither, jogou-o no chão e cortou sua garganta com um canivete. O ferimento na garganta não foi letal, mas causou sangramento intenso. Mullins instruiu Butler a abrir o porta-malas do carro, momento em que Gaither tentou fugir. Mullins esfaqueou Gaither mais duas vezes "na região das costelas" e exigiu que ele entrasse no porta-malas. Após Gaither subir no porta-malas, Mullins e Butler fecharam a tampa e dirigiram até o trailer onde Mullins estava hospedado com os meio-irmãos de Butler, onde pegaram dois pneus, um galão de querosene, uma caixa de fósforos e um cabo de machado.
Mullins e Butler então dirigiram com Gaither até um riacho. Mullins afirmou que, ao tirar Gaither do porta-malas, Butler jogou querosene nos pneus e os incendiou. Gaither tentou escapar uma última vez, empurrando Mullins para o riacho e tentando fugir no carro, mas não tinha as chaves. Mullins arrastou Gaither para longe do veículo e o espancou com o cabo de machado, enquanto Butler limpava o sangue de Gaither do carro com uma camisa. Quando se cansou de bater, Mullins disse que arrastou Gaither até o fogo e que ele e Butler "ficaram lá por alguns minutos" observando Gaither queimar antes de deixarem o local. Ambos, Mullins e Butler, concordaram que Gaither estava morto quando foi arrastado para os pneus em chamas, embora, no julgamento, Butler tenha alegado que fugiu antes de Mullins desferir os golpes fatais com o cabo de machado, retornando apenas para ajudar a queimar o corpo de Gaither e, posteriormente, o carro de Gaither para eliminar evidências. No dia seguinte, o corpo de Gaither foi encontrado às margens de um rio perto de uma igreja local conhecida por realizar batismos.

## Reações

### Políticos
O presidente dos EUA, Bill Clinton, e a primeira-dama, Hillary Clinton, expressaram condolências à família Gaither após o assassinato, divulgando uma declaração que classificou o crime como "hediondo e covarde" e o comparou aos recentes assassinatos por ódio de James Byrd Jr. no Texas e Matthew Shepard em Wyoming. A declaração de Clinton também afirmava: "Em momentos como este, o povo americano se une e fala com uma só voz, pois os atos de ódio que levaram à morte de homens tão inocentes são também atos de desafio contra os valores que nossa sociedade preza."
Em 11 de maio de 1999, o procurador-geral adjunto, Eric Holder, divulgou uma declaração condenando os assassinatos de Gaither, Byrd e Shepard, classificando os três como crimes de ódio e citando um jornal do Alabama que afirmou que Gaither foi assassinado "por ser quem era". Holder destacou o compromisso do governo americano em "processar e prevenir" crimes de ódio e pediu uma postura mais firme do governo federal contra esses crimes.
O governador da Califórnia, Gray Davis, declarou a uma multidão em West Hollywood, Califórnia, que o assassinato de Gaither o "profundamente entristeceu" porque "atinge o cerne do que significa ser americano". Ele também afirmou: "Se qualquer homem ou mulher não pode andar com segurança pelas nossas ruas por medo de violência simplesmente por causa de sua orientação sexual, então nenhum de nós é verdadeiramente livre."

### Organizações e ativistas
Semanas após o assassinato de Gaither, ativistas pelos direitos LGBT participaram de um evento na Igreja Metropolitana Comunitária Covenant, em Birmingham, para defender a inclusão de proteções contra crimes motivados por orientação sexual nas leis de crimes de ódio do Alabama. Durante o evento, membros da Igreja Batista de Westboro posicionaram-se do outro lado da rua com cartazes criticando Gaither. O líder deles, reverendo Fred Phelps [en], criticou a comunidade LGBT por "explorar" o assassinato de Gaither, dizendo: "Não é mais apenas um evento para a família e amigos lamentarem."
Em 15 de março de 1999, em Nova Iorque, ativistas pelos direitos LGBT realizaram uma marcha que foi de Broadway até a Times Square. Os participantes chamaram o evento de "funeral político" em memória de Gaither e outras vítimas de crimes de ódio.

### Família de Gaither
Alguns membros da família extensa de Gaither, incluindo seu tio, expressaram que consideravam a homossexualidade moralmente errada, mas que Gaither não merecia ser assassinado por isso. O tio também lamentou que o assassinato "envolveria todos esses ativistas gays".
Os membros da família de Gaither estavam divididos quanto ao apoio à pena de morte para Mullins e Butler. Alguns, incluindo o irmão de Gaither, expressaram o desejo de que os assassinos fossem executados, dizendo: "Eles tiraram a vida do meu irmão. Por que o estado não pode tirar a vida deles?" O pai de Gaither, por outro lado, opunha-se à pena de morte, afirmando que não conseguia "ver sentido em tirar a vida de outro ser humano, não importa o quê."

## Investigação e prisões
Os investigadores encontraram sangue, cabelos e dentes de Gaither na cena do crime. A causa oficial da morte de Gaither foi determinada como trauma por força contusa causado pelos golpes com o cabo de machado. O rosto e o maxilar de Gaither sofreram ferimentos graves, e ele apresentava mais de uma dúzia de fraturas no crânio.
Os investigadores pediram à comunidade LGBT do Alabama que permanecesse em silêncio sobre o assassinato de Gaither até a conclusão da investigação, para evitar interferências no trabalho policial. Líderes da comunidade atenderam ao pedido; David White, coordenador estadual da Equality Alabama, afirmou que eles concordaram porque "queriam garantir que [o assassinato de Gaither] não fosse algo varrido para debaixo do tapete."
Butler confessou seu envolvimento no assassinato ao pai, que informou colegas de trabalho, que por sua vez alertaram as autoridades. Butler foi preso em 1º de março de 1999, dois dias antes de Mullins. Butler alegou que confessou porque estava tendo dificuldades para dormir após o crime. Na confissão de Butler, ele alegou que Mullins mencionou querer um ménage com Gaither e Butler, e que Butler respondeu chutando e socando Gaither; ele afirmou que Mullins matou Gaither sozinho, seja por Gaither supostamente se recusar a "pagar" ou por insistir que revelaria as atividades homossexuais de Mullins. Dois dias depois, enquanto estava preso por uma acusação não relacionada ao assassinato de Gaither, Mullins admitiu seu envolvimento, embora sua declaração implicasse Butler como um cúmplice muito mais disposto do que a confissão de Butler sugeria. O xerife adjunto do Condado de Coosa, Alabama, Al Bradley, afirmou que Mullins disse que precisava confessar porque "Deus lhe disse que precisava confessar."
Após suas prisões, Mullins e Butler foram detidos na Cadeia do Condado de Coosa, com fiança estipulada em US$ 500.000 para cada um. O caso foi apresentado a um grande júri em 17 de março. Em 29 de março, uma audiência preliminar para Mullins e Butler foi realizada; as autoridades ordenaram a transferência do julgamento do Condado de Coosa para o Condado de Elmore, Alabama, pois acreditavam que as instalações do Condado de Coosa não seriam capazes de acomodar a grande quantidade de repórteres e outros representantes da mídia.

## Julgamento
Mullins e Butler foram acusados de homicídio qualificado, um crime passível de pena de morte, devido ao sequestro de Gaither ser considerado um fator agravante. No final de maio de 1999, Mullins e Butler declararam-se não culpados pelo assassinato de Gaither. O julgamento foi marcado para 2 de agosto. Butler também se declarou não culpado por motivo de insanidade, embora seu advogado tenha indicado que não tentaria usar a defesa por insanidade no julgamento, apenas incluindo a alegação para "cobrir todas as possibilidades".
Em junho de 1999, Mullins declarou-se culpado pelo assassinato de Gaither. Embora se esperasse que Butler fizesse o mesmo, em 2 de agosto de 1999, ele rejeitou a oferta de confissão e optou por um julgamento por júri. A oferta de confissão teria garantido a Butler uma sentença automática de prisão perpétua sem liberdade condicional, mas sua recusa o tornou elegível para a pena de morte.
O julgamento de Butler começou em 3 de agosto diante de um júri composto por seis homens e seis mulheres. Os promotores argumentaram que Butler foi um participante voluntário no assassinato de Gaither e na ocultação do corpo. O advogado de Butler defendeu que ele desconhecia os planos de Mullins e que Mullins, sendo maior, mais forte e mais velho, forçou Butler a ajudá-lo.
O advogado de Butler argumentou que a única prova que implicava Butler em um homicídio qualificado e premeditado era a confissão de Mullins e que a ausência de premeditação por parte de Butler era evidenciada pelo fato de ele não portar uma arma. O advogado também alegou que o assassinato de Gaither foi motivado pelo desejo de Mullins de obter dinheiro de Gaither, e não por preconceito contra a comunidade LGBT. Para sustentar essa tese, o advogado de Butler chamou Mullins ao banco das testemunhas e perguntou sobre um suposto namorado de Mullins no passado, o que Mullins negou. Mullins testemunhou que o dinheiro foi parte de sua motivação para o assassinato, que conhecia Gaither há dezoito meses antes do crime e que vivia em um trailer com um homem abertamente gay na época de sua prisão, mas afirmou que também matou Gaither por ele ser gay. O advogado de Butler convocou vários membros da comunidade gay do Alabama, um dos quais testemunhou que teve relações sexuais orais com Mullins, alegação que Mullins negou veementemente.
Butler testemunhou em seu julgamento, apresentando sua versão dos fatos, na qual Mullins foi o principal agressor e ele, um cúmplice relutante. Butler chorou no banco das testemunhas, alegando que só participou do crime por medo de Mullins. Durante o interrogatório, os promotores questionaram por que ele não informou seus meio-irmãos, com quem Mullins vivia, sobre o que ele e Mullins fizeram a Gaither, e Butler não soube responder. Butler também se recusou a olhar fotos do corpo queimado de Gaither quando os promotores as exibiram.
Durante as alegações finais, os promotores exibiram fotos coloridas do corpo queimado de Gaither para o júri e descreveram Mullins e Butler como "duas encarnações do puro mal".

### Condenação e sentença
O júri levou duas horas e meia para deliberar sobre o caso de Butler. Durante as deliberações, os promotores retiraram a pena de morte como opção de sentença, atendendo a um pedido da família de Gaither. O júri retornou com um veredicto de culpa na tarde de 5 de agosto, e momentos depois, Butler foi sentenciado a prisão perpétua sem liberdade condicional. O pai de Gaither expressou satisfação com a sentença. No dia seguinte, 6 de agosto, Mullins também foi formalmente sentenciado a prisão perpétua sem liberdade condicional.
Imediatamente após Butler receber sua sentença, um de seus advogados expressou o desejo de pedir a anulação do julgamento devido a suposta má conduta processual, alegando que a promotoria não informou à defesa que Mullins não era elegível para a pena de morte devido à sua cooperação.
Em 28 de abril de 2000, a sentença de prisão perpétua de Butler foi mantida pela Corte de Apelações Criminais do Alabama [en], com uma opinião majoritária rejeitando o pedido de Butler por um novo julgamento. O recurso de Butler argumentava que Mullins era quase inteiramente responsável pelo assassinato de Gaither, enquanto a corte de apelações considerou que a severidade da sentença de Butler era apropriada com base nas evidências apresentadas no julgamento sobre seu próprio envolvimento e motivações para o assassinato. O recurso de Butler também questionou o fato de o júri não ter tido a opção de condená-lo por homicídio culposo, mas a corte de apelações não encontrou base para esse argumento.

## Desdobramentos
No mesmo ano do assassinato de Gaither, membros da comunidade LGBT do Alabama começaram a realizar uma vigília anual à luz de velas nos degraus do Capitólio do Estado do Alabama em Montgomery, em memória de Gaither e outras vítimas de crimes de ódio homofóbicos. A vigília foi originalmente organizada pela Equality Alabama, uma organização sem fins lucrativos de defesa dos direitos civis da população LGBT do Alabama. Durante a vigília, membros da comunidade entregam o Prêmio Humanitário Billy Jack Gaither.
Em 1996, a PBS patrocinou um documentário chamado It's Elementary: Talking About Gay Issues in School [en], com o objetivo de promover a tolerância a pessoas LGBT entre escolares. O documentário recebeu pouco apoio na época de seu lançamento e foi alvo de críticas de organizações anti-gay, como a Associação Americana da Família [en], mas em 1999, ganhou popularidade. Sua diretora, Debra Chasnoff, atribuiu o aumento de interesse ao crescimento da violência e linguagem homofóbica, afirmando: "Infelizmente, parte do motivo pelo qual acho que o filme está sendo mais aceito [agora] é o momento. Nossa campanha coincide com o mesmo período do assassinato e julgamento de Matthew Shepard, o assassinato de Billy Jack Gaither e agora o Colorado", referindo-se à linguagem homofóbica usada para assediar os perpetradores do massacre na Columbine High School em 1999.
O assassinato de Gaither incentivou tentativas de legisladores estaduais para alterar a lei de crimes de ódio do Alabama, de modo a incluir proteções para orientação sexual e identidade de gênero. Na época do assassinato, o Alabama era um dos 19 estados cujas leis de crimes de ódio não abrangiam crimes motivados por identidade LGBT. O deputado estadual do Alabama, Alvin Holmes, motivado pelos assassinatos de Gaither e Matthew Shepard, apresentou um projeto de lei para estender as leis de crimes de ódio do Alabama para proteger a comunidade LGBT. Até 2019, a lei não havia sido alterada.

### Encarceramento de Mullins e Butler
Mullins afirmou, durante seu tempo na prisão, que renunciou ao neonazismo que havia abraçado antes de assassinar Gaither e que, embora antes acreditasse que pessoas "de outras raças além da branca [fossem] simplesmente más [e] não pertenciam à Terra", ele se considerava uma pessoa diferente daquela que matou Gaither: "Muitas vezes senti que [o homem que matou Gaither] era como outra pessoa. Sabe, alguém dentro de mim."
Em 26 de fevereiro de 2019, autoridades da Penitenciária de St. Clair em Springville, Alabama, encontraram Mullins inconsciente em uma área de alojamento. Ele foi levado de helicóptero a um hospital e posteriormente declarado morto devido a múltiplos ferimentos por facada. Ele tinha 45 anos. O Departamento de Correções do Alabama anunciou que apresentaria acusações de homicídio qualificado contra o preso suspeito de esfaquear Mullins, Christopher Scott Jones. A morte de Mullins foi o quarto assassinato ocorrido na Penitenciária de St. Clair em um período de seis meses, levando a Equal Justice Initiative [en] a argumentar que as autoridades não forneceram proteção adequada aos presos em risco na unidade; a EJI alegou que as autoridades negaram proteção a Mullins contra ameaças de agressão sexual e assassinato nas semanas anteriores à sua morte, mesmo após ele relatar as ameaças e solicitar assistência.
Até 2019, Butler estava encarcerado na Penitenciária William E. Donaldson perto de Bessemer, Alabama.